# コロプラスト
コロプラスト（デンマーク語: Coloplast A/S）は、ストーマ用装具やコンチネンスケア用品、ウロロジーケア用品などの医療用装具や治療材料の開発・製造を行うメーカー。デンマーク・フレーゼンスボー市のHumlebækに本拠を置き、世界40カ国以上に拠点を持つ。ナスダック・コペンハーゲン上場企業（Nasdaq Nordic COLO B）。

## 沿革
1954年、看護師のElise Sørensenが、性能の低いオストミーに悩む妹に対して接着式のストーマバッグを考案、1957年、技術者のAage Louis-Hansenが、Eliseのアイデアを実用化し、コロプラストを設立した。1983年に株式を上場、2016年にアメリカ合衆国の同業Comfort Medicalを買収、近年では欧州市場のほか北米市場でもシェアを拡大させている。コロプラストの製品は病院や医療施設などに対して提供されているほか、一部の地域では一般消費者に対するリテール販売も行われている。

## 日本法人
日本法人「コロプラスト株式会社」は、1988年に設立され、オストミーケア、コンチネンスケア、ウンドケア、ウロロジーケア用途の製品の輸入・販売を行っている。2011年3月、東日本大震災の発生を受け、被災者に対する緊急配布事業（他社製品を含む）を行った。2015年、ストーマケア製品の小売部門を「株式会社ウエル・カム サポートセンター」として分離し八神製作所に売却した。東京（九段南）に本社を持ち、このほか大阪・名古屋など全国5カ所に支店、埼玉県上尾市に発送センターを持つ。